# Cooking Vinyl
La Cooking Vinyl è un'etichetta discografica indipendente britannica fondata nel 1986 dai manager Martin Goldschmidt e Pete Lawrence. La compagnia ha sede a Londra.